# Alexander Borbély
Alexander A. Borbély (* 25. März 1939 in Budapest) ist ein ungarisch-schweizerischer Pharmakologe. Sein Schwerpunkt ist die Schlafforschung.

## Leben und Werk
Alexander Borbély studierte Medizin in Genf und Zürich. Nach seiner Promotion war er zwei Jahre lang am Research Laboratory of Electronics am Massachusetts Institute of Technology in Cambridge in den USA tätig, wo er sich in den Bereichen Biosignalanalyse und Elektrophysiologie fortbildete. 1971 erfolgte seine Habilitation an der Universität Zürich, wo er 1975 Assistenzprofessor, 1983 außerordentlicher und 1992 ordentlicher Professor für Pharmakologie wurde. Dort war er auch von 1998 bis 2000 Dekan der Medizinischen Fakultät sowie von 2000 bis 2006 Prorektor für den Bereich Forschung.
Borbély beschäftigt sich bei seiner Forschung insbesondere mit Psychopharmakologie, Schlafregulation bei Tier und Mensch, biomathematischen Modellen und verschiedenen methodischen Entwicklungen. Er leitete eine international bekannte Forschergruppe auf dem Gebiet der Schlafforschung.
Borbély ist Mitglied und teils Vorsitzender verschiedener nationaler und internationaler Gremien, die sich im wissenschaftlichen oder hochschulpolitischen Umfeld engagieren.  
2006 wurde er emeritiert und ist seitdem Ehrenmitglied des Zürcher Zentrums für Integrative Humanphysiologie (ZIHP), zu dessen Gründungsvätern er gehört.

## Auszeichnungen
Borbély wurde mit mehreren nationalen und internationalen Preisen ausgezeichnet; unter anderem erhielt er den Anna-Monika-Preis für Depressionsforschung, den Distinguished Scientist Award der World Federation of Sleep Research Societies, den Georg-Friedrich Götz Preis der Universität Zürich, den Pisa Sleep Award und den Peter C. Farrell Prize in Sleep Medicine der Harvard Medical School.
Er ist Ehrendoktor der Medizinischen Universität Szeged in Ungarn (heute Teil der Universität der Wissenschaften Szeged) sowie der Universität Warschau.

## Schriften (Auswahl)
- Das Geheimnis des Schlafs. Neue Wege und Erkenntnisse der Forschung. Deutsche Verlags-Anstalt, Stuttgart 1984, ISBN 3-421-02734-X. (online als Digitalisat frei verfügbar)
- Schlafstörungen. In: Therapeutische Umschau, Bd. 50, Heft 10, S. 669–720, Huber Verlag, Bern u. a. 1993, ISBN 3-456-82340-1.
- Faszination Gehirn. 2. Aufl., SHL, Bern 2001, ohne ISBN.
- Das gesunde Gehirn im Alter. 2. Aufl., SHL, Bern 2001, ohne ISBN.
- Schlaf. Fischer Taschenbuch, Frankfurt am Main 2004, ISBN 3-596-15561-4.
- Mehr als Schlaf. Erinnerungen und Erkundungen eines Schlafforschers. Tredition, Hamburg 2019, ISBN 978-3-7497-7887-4